# Речка (Ленинградская область)
Ре́чка — деревня в Шумском сельском поселении Кировского района Ленинградской области.

## История
Впервые упоминается в Писцовой книге Водской пятины 1500 года как деревня Речька в Егорьевском Теребужском погосте Ладожского уезда.
Затем усадище Речка упоминается в Дозорной книге Водской пятины Корельской половины 1612 года.
Деревня Речка обозначена на карте Санкт-Петербургской губернии Ф. Ф. Шуберта 1834 года.

РЕЧКА — деревня принадлежит дочери надворного советника Елене Гарднер, число жителей по ревизии: 11 м. п., 9 ж. п. (1838 год)

РЕЧКА — деревня госпожи Казнаковой, по просёлочной дороге, число дворов — 6, число душ — 24 м. п. (1856 год)

РЕЧКА — деревня владельческая при реке Тяшеве, число дворов — 9, число жителей: 32 м. п., 38 ж. п.; Часовня православная. (1862 год)

В 1867 году временнообязанные крестьяне деревни выкупили свои земельные наделы у В. Г. Казнакова и стали собственниками земли.
Согласно материалам по статистике народного хозяйства Новоладожского уезда 1891 года имение при селениях Влоя и Речка с пустошами площадью 1617 десятин принадлежало почётному гражданину А. Д. Кононову и было приобретено в 1885 году за 2855 рублей.
В конце XIX века деревня административно относилась к Шумской волости 1-го стана Новоладожского уезда Санкт-Петербургской губернии, в начале XX века — 4-го стана.
По данным «Памятной книжки Санкт-Петербургской губернии» за 1905 год деревня относилась к Бабановскому сельскому обществу.
Согласно военно-топографической карте Петроградской и Новгородской губерний издания 1915 года деревня называлась Речька.
Согласно данным переписи населения СССР 1926 года в деревне Речка Войпальского сельсовета Шумской волости Волховского уезда проживали 142 человека — все русские.

План деревни Речка. 1941 год

Согласно топографической карте РККА 1941 года деревня насчитывала 27 дворов.
По данным 1966 и 1973 годов деревня Речка находилась в подчинении Шумского сельсовета Волховского района.
По данным 1990 года деревня Речка входила в состав Шумского сельсовета Кировского района.
В 1997 году в деревне Речка Шумской волости проживали 16 человек, в 2002 году — 28 человек (русские — 68 %, грузины — 32 %).
В 2007 году в деревне Речка Шумского СП — 18, в 2010 году — 15 человек.

## География
Находится в восточной части района к северу от автодороги 41К-521 (Подъезд к дер. Войпала), на правом берегу реки Тящевка.
Расстояние до административного центра поселения — 5 км.
Расстояние до ближайшей железнодорожной станции Войбокало — 5 км.
Граница деревни Речка проходит по реке Тящевка и по землям запаса Шумского сельского поселения.

## Демография
| 1862 | 2007 | 2010 | 2011 | 2017 |
| ---- | ---- | ---- | ---- | ---- |
| 70   | ↘18  | ↘15  | →15  | ↗22  |

## Инфраструктура
По данным администрации на 2011 год деревня насчитывала 28 домов.